# (464254) 2015 DH193
(464254) 2015 DH193 es un asteroide perteneciente al cinturón de asteroides, descubierto el 6 de noviembre de 2008 por el equipo Spacewatch desde el Observatorio Nacional de Kitt Peak (Arizona, Estados Unidos).